# Bristol Siddeley
Bristol Siddeley Engines Ltd. war ein britischer Hersteller von Flugtriebwerken. Vorübergehend produzierte Bristol Siddeley über Tochterunternehmen auch Automobile.

## Unternehmensgeschichte
Bristol Siddeley Engines entstand im April 1959 durch den Zusammenschluss zweier bis dahin eigenständiger Unternehmen aus der Flugzeugindustrie. Beteiligt waren einerseits die Bristol Aero Engines Ltd., die die Motoren für die Bristol Aeroplane Company herstellte, und andererseits Armstrong Siddeley Motors, der Motorenhersteller der Hawker-Siddeley-Gruppe. Die Werksanlagen von Bristol Siddeley Engines befanden sich in Filton, einem Vorort der Stadt Bristol. Hergestellt wurden Turbinenluftstrahl- und Staustrahltriebwerke, Gasturbinen, Raketentriebwerke und Dieselmotoren.
1961 übernahm Bristol Siddeley de Havilland Engines Limited, die Motorenabteilung von de Havilland.
Bristol Siddeley wurde 1966 von Rolls-Royce übernommen.

## Flugzeugmotoren von Bristol Siddeley
Die bekanntesten Triebwerke waren
- Olympus
- Orpheus
- Pegasus
- Proteus
- Viper

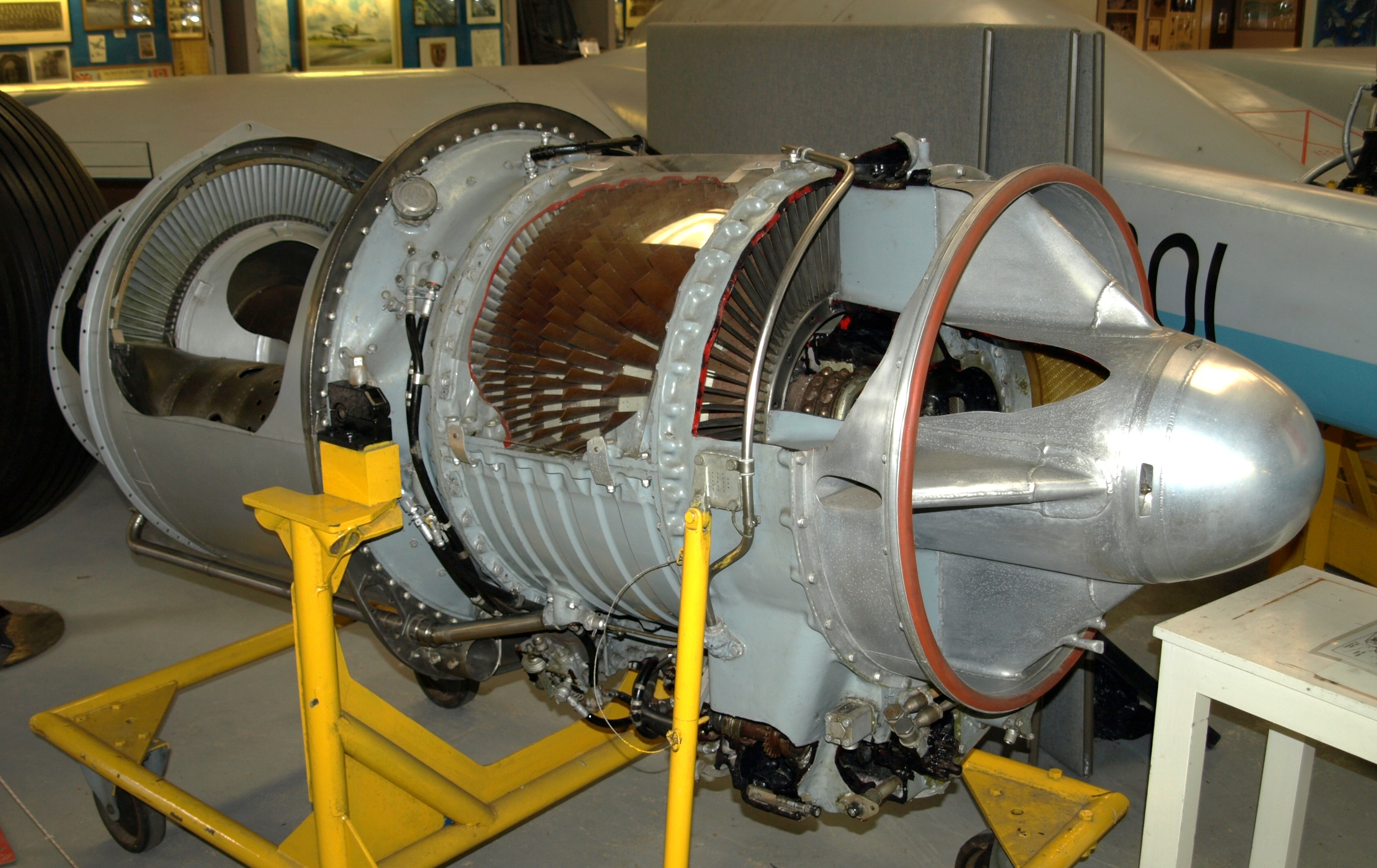
Bristol Siddeley Orpheus

Daneben wurden auch Triebwerke der französischen Firma Turboméca S.A. und des US-amerikanischen Herstellers The General Electric Company in Lizenz gebaut.

## Automobilproduktion

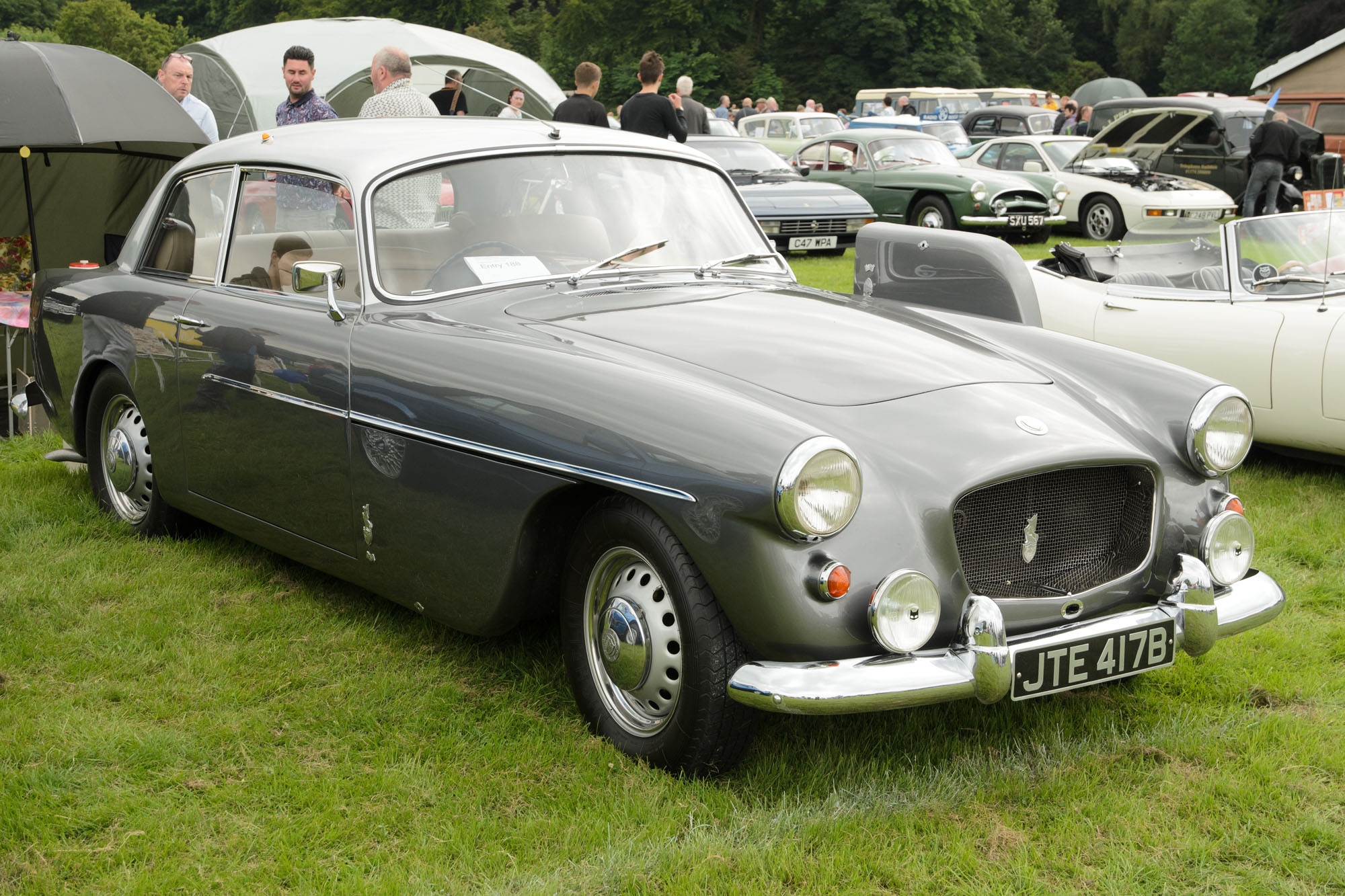
Bristol 406 (1960)

Armstrong Siddeley produzierte nicht nur Flugzeugmotoren, sondern auch Automobile. Gleiches galt für die Bristol Aeroplane Company, deren Tochterunternehmen Bristol Cars seit 1946 Oberklasseautomobile herstellte. Mit dem Zusammenschluss von Bristol Aero Planes und Armstrong Siddeley wurden auch die beiden Automobilhersteller unter dem Dach von Bristol Siddeley zusammengefasst. In dieser Zeit produzierte Armstrong Siddeley die Limousine Sapphire und Bristol Cars das Coupé 406. Ende 1959 überlegte die Unternehmensleitung, die organisatorisch getrennten Automobilhersteller zu einem gemeinsamen Betrieb zu verschmelzen; im Januar 1960 favorisierte sie dagegen die Schließung von Bristol Cars. Bevor es dazu kam, übernahmen George White, ein führender Manager von Bristol Cars, und der Autohändler Tony Crook im September 1960 sämtliche Unternehmensanteile der Bristol Cars Ltd., die daraufhin aus Bristol Siddeley Engines herausgelöst und als eigenständiger Betrieb fortgeführt wurde.  Bristol Cars existierte in dieser Form bis 2010. Armstrong Siddeleys Automobilsparte wurde im Sommer 1960 geschlossen.